# Saxifraga x lainzii
Saxifraga x lainzii es una planta herbácea de la familia de las saxifragáceas.
Es un híbrido compuesto por las especies Saxifraga canaliculata y Saxifraga praetermissa.

## Taxonomía
Saxifraga x lainzii fue descrita por P.Vargas y publicado en Anales Jard. Bot. Madrid 54: 187 1996.
Etimología
Saxifraga: nombre genérico que viene del latín saxum, ("piedra") y frangere, ("romper, quebrar"). Estas plantas se llaman así por su capacidad, según los antiguos, de romper las piedras con sus fuertes raíces. Así lo afirmaba Plinio, por ejemplo.
lainzii: epíteto otorgado en honor del botánico español José María Laínz Ribalaygua.